# کلش (مجله)
کلش (انگلیسی: Clash) یک مجله و وب سایت موسیقی و مد است که در بریتانیا واقع شده‌است. این کتاب چهار بار در سال توسط شرکت موزیک ریپابلیک (محدود شده) منتشر می‌شود،  که شرکت قبلی آن کلش میوزیک (محدود شده) منحل شد.
این مجله جوایزی از جمله جایزه بهترین مجله جدید را در سال ۲۰۰۴ در جوایز مجله پی‌پی‌ای، مجله سال در جوایز رکورد روز ۲۰۱۱،   و موارد دیگر در انگلستان و اسکاتلند به دست آورد.

## تاریخچه
کلش توسط جان اورورک، سایمون هارپر، ایین کارنگی و جان پل کیچینگ تأسیس شد. این مجله از ادغام مجله بلندمدت فهرست‌های رایگان دندی، مستقر در اسکاتلند بوجود آمد. این مجله که در سال ۲۰۰۴ مجدداً به عنوان مجله کلش راه اندازی شد،  جایزه بهترین مجله جدید را در جوایز مجله پی‌‎پی‌ای  و مجله موسیقی سال را در جوایز رکورد روز در سال ۲۰۰۵  و ۲۰۱۱ به دست آورد.
در آغاز سال ۲۰۱۱، کلش ظاهری کاملاً جدید به خود گرفت و حس براق قبلی و طراحی مبتنی بر موسیقی را برای رویکردی کاملاً هنری‌تر کنار گذاشت. در سال ۲۰۱۳، یک کانال تلفن هوشمند راه‌اندازی کرد، برنامه آی‌او‌اس اپل مگزین که برنده «بهترین مجله موسیقی» در جوایز مجله دیجیتال شد. این برنامه در فوریه ۲۰۱۴ به گوشی های اندرویدی گسترش یافت.
در نوامبر ۲۰۱۴، مجله نود و نهمین نسخه خود را منتشر کرد، اما پس از آن از انتشار چاپی خودداری کرد و انتشارات خود را به صورت برخط انجام داد. خدمات مبتنی بر وب در تمام مدت غیبت مجله از غرفه های خبری ادامه داشت. در اواخر سال ۲۰۱۵ اعلام شد که کلش به عنوان یک مجله دو ماهانه از فوریه ۲۰۱۶ به چاپ بازخواهد گشت و اجرای احیا خود را با یکصدمین شماره ویژه آغاز کرد.